# Proganochelys

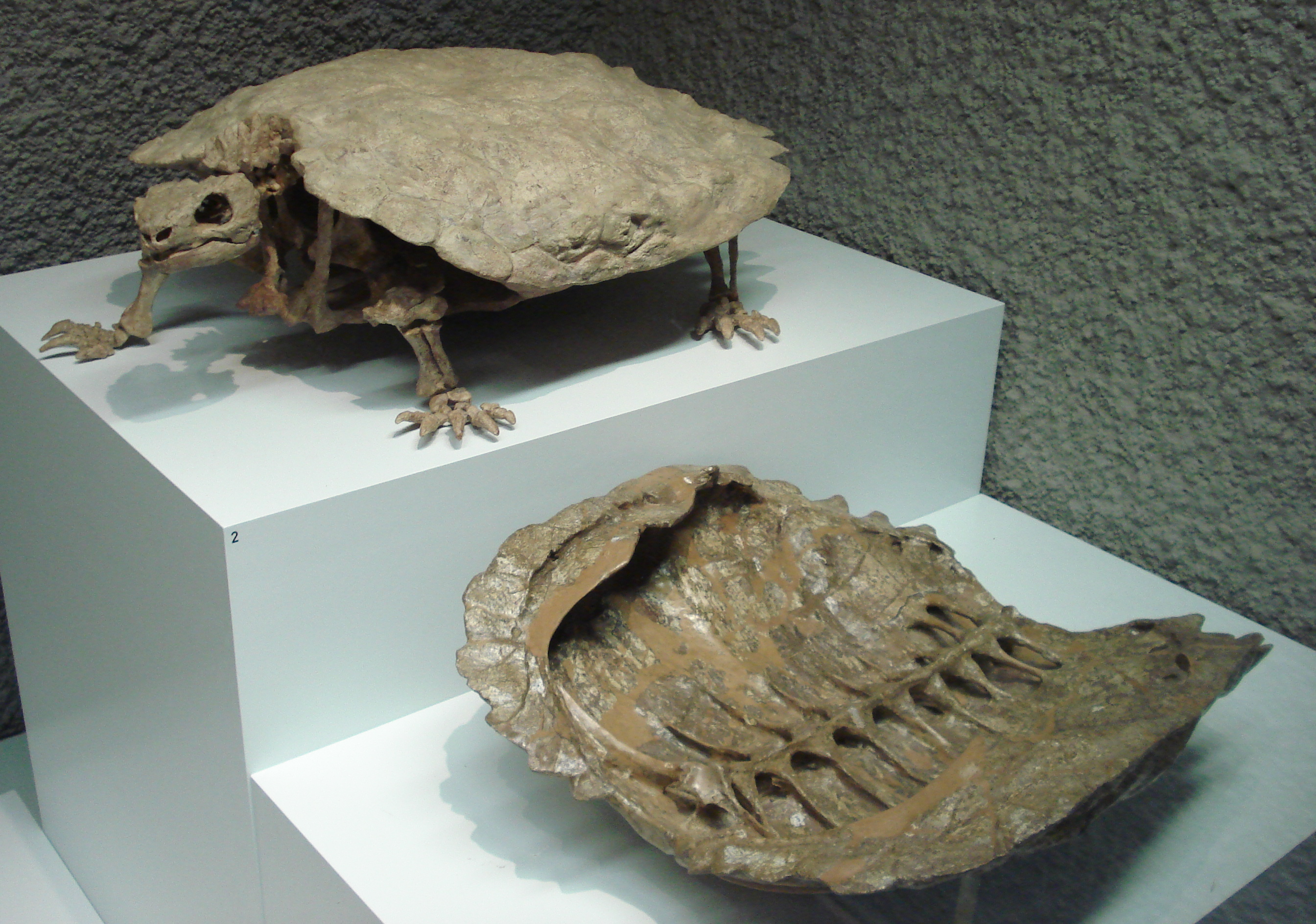
Proganochelys quenstedti im Staatlichen Museum für Naturkunde in Stuttgart

Proganochelys (griech. für „Vorher-Schildkröte“ von Progano ‚Vorher‘, sowie chelys ‚Schildkröte‘) ist eine der ältesten ausgestorbenen Schildkröten. Sie stammt aus der Obertrias (Norium) von Deutschland, Grönland und Thailand. Die Panzerlänge konnte 70 cm erreichen.

## Merkmale
Der Schädel weist einige primitive Merkmale auf. So ist der Schädeltyp scheinbar anapsid (ohne Temporalfenster), sehr massiv und nicht kinetisch. Neueste Funde belegen allerdings, dass Schildkröten diapside Reptilien waren. Der Schädel ist breit und nicht stark verlängert. Die Nasenhöhlen sind komplett voneinander getrennt. Die Augenhöhlen sind sehr breit. Der Kiefer war zahnlos und besaß wahrscheinlich einen Hornschnabel. Das Quadratum war tief eingebuchtet, um das große Trommelfell zu tragen. Der Gaumen weist noch primitive Merkmale auf. So besitzen Pterygoid und Vomer noch Zähne. Weiterhin ist der Gaumen nur lose mit dem Hirnschädel verbunden. Der Carapax ist nur leicht gewölbt und der hintere Teil des Carapaxes ist stark gezackt und besitzt stachelige Fortsätze. Der Cervicalausschnitt ist deutlich ausgeprägt. Die Brücke ist breit und stark, das Plastron ist kreuzförmig.

## Paläobiologie
Proganochelys lebte vermutlich in einem terrestrischen oder zumindest semi-terrestrischen Lebensraum.

## Paläoökologie
Proganochelys wurde in Trossingen in einem Murgang am Rande eines fossilen Sees gefunden. Zusammen mit dieser Gattung wurden in Halberstadt Plateosaurier und hybodonte Haie gefunden.

## Systematik und Taxonomie
Seit der Entdeckung von Odontochelys und Pappochelys gilt Proganochelys nicht mehr als ältester Vertreter der Schildkröten. Das folgende Kladogramm stellt die nächsten verwandtschaftlichen Beziehungen dar.
|             | Pappochelys                                                                              |
|             |                                                                                          |
|             | \| \| Odontochelys \| \| \| \| \| Testudinata \| Proganochelys \| \| \| Proganochelys \| |
|             |                                                                                          |
|             | Odontochelys                                                                             |
|             |                                                                                          |
| Testudinata | Proganochelys                                                                            |
|             | Proganochelys                                                                            |

|             | Odontochelys  |
|             |               |
| Testudinata | Proganochelys |
|             | Proganochelys |

|             | Pappochelys                                                                              |
|             |                                                                                          |
|             | \| \| Odontochelys \| \| \| \| \| Testudinata \| Proganochelys \| \| \| Proganochelys \| |
|             |                                                                                          |
|             | Odontochelys                                                                             |
|             |                                                                                          |
| Testudinata | Proganochelys                                                                            |
|             | Proganochelys                                                                            |

|             | Odontochelys  |
|             |               |
| Testudinata | Proganochelys |
|             | Proganochelys |

|             | Pappochelys                                                                              |
|             |                                                                                          |
|             | \| \| Odontochelys \| \| \| \| \| Testudinata \| Proganochelys \| \| \| Proganochelys \| |
|             |                                                                                          |
|             | Odontochelys                                                                             |
|             |                                                                                          |
| Testudinata | Proganochelys                                                                            |
|             | Proganochelys                                                                            |

|             | Odontochelys  |
|             |               |
| Testudinata | Proganochelys |
|             | Proganochelys |

|             | Pappochelys                                                                              |
|             |                                                                                          |
|             | \| \| Odontochelys \| \| \| \| \| Testudinata \| Proganochelys \| \| \| Proganochelys \| |
|             |                                                                                          |
|             | Odontochelys                                                                             |
|             |                                                                                          |
| Testudinata | Proganochelys                                                                            |
|             | Proganochelys                                                                            |

|             | Odontochelys  |
|             |               |
| Testudinata | Proganochelys |
|             | Proganochelys |

## Geographische Verbreitung
Proganochelys wurde vor allem in Deutschland gefunden. Weitere Funde stammen aus Thailand und Grönland.

## Stratigraphie und zeitlicher Horizont
Alle bisher gefundenen Exemplare stammen aus der Obertrias (Norium). In Trossingen wurde Proganochelys in der Löwenstein-Formation gefunden.

## Auswahl an Museen mit Exemplaren

### Deutschland
- Museum für Naturkunde, Berlin
- Museum am Löwentor in Stuttgart (Staatlichen Museums für Naturkunde Stuttgart)
- Paläontologische Sammlung der Universität Tübingen
- Museum Auberlehaus, Trossingen

### Vereinigte Staaten
- American Museum of Natural History, New York City